# 예지학원 화재
예지학원 화재는 2001년 5월 16일 밤 10시 42분경 경기도 광주시 송정동에 위치한 5층짜리 예지학원 건물에서 수업하던 도중 담뱃불로 인해 발생한 것으로 추정되는 화재이다.

## 사고 결과
이 사고로 10명이 숨지고 22명이 다쳤다. 동년 5월 18일에 학원장 김 모(당시 60세), 직원 2명, 건물주 최 모(당시 53세) 등 4명이 업무상 과실치사 및 건축법 위반 등 혐의로 구속되었다. 원장 김 모는 5층 창고건물을 교실로 불법 용도변경한 사실을 시인했으나 건물주인 최 모는 이를 부인했다. 그리고 동년 5월 21일에는 광주교육청 김 모(당시 31세)와 하남소방서 전 모(당시 31세)도 직무유기 및 허위공문서 작성 혐의로 구속되었다. 김 모는 2000년 2월 예지학원으로부터 시설변경 승인신청을 받아 현장에 갔으나, 5층 창고가 강의실로 불법 용도변경돼 사용되고 있는데도 아무런 시정명령없이 돌아온 뒤 허위 출장복명서를 작성했다. 또 전 모는 2000년 9월 이 학원 특별소방점검 당시 5층 창고가 강의실로 불법 용도변경되고 피난시설이 없음에도 점검부 건물구조란과 위험시설란에 '4층', '피난시설 적정함'이라고 허위기재를 했다. 이 밖에 교육청직원 J 등 공무원 4명 및 학원강사 복 모(당시 27세)도 입건되었다.
한편 5월 24일 화재사고 희생자의 합동영결식이 광주시청 광장에서 열렸다. 화재사고의 희생자들은 성남시립화장장(지금의 성남시 영생관리사업소)에서 화장되었다. 5월 23일 희생자 유족 대표와 광주시 사고대책본부는 사망자 1인당 보상금 1억8000만원과 장례비를 지급하고 추모비를 건립하였다. 한편 화재사고로 숨진 최형기(당시 19세)의 사촌형 최윤기는 예지학원 화재사건 추모 커뮤니티를 개설하였다.
10년 후 2011년 5월 16일에는 추모식 10주기를 맞이해 뜻 깊은 의미를 갖고자 200만원의 성금을 모아 불우 청소년들을 위해 써 달라며 광주시민 장학회 장학기금으로 기탁했다. 기탁 받은 성금은 탄벌초등학교 4학년생으로 급성골수 백혈병으로 투병중인 문성진(당시 11세)에게 전달되었다.
사고 이후 해당 학원은 폐업되었고, 근처 학원까지 폐업되었으며, 현재 이 지역이 개발되어, 건물 근처에는 광주브라운스톤아파트가 들어서 있다. 또한 화재가 났던 건물은 지금 현재 상가 건물로 사용중이다.

## 기본 정보
- 건물 구조: 6층짜리 철근 구조물
  - 1층: 교육 연구시설
  - 2~5층: 학원 및 기숙사
  - 6층: 창고
- 피해 규모
  - 인명 피해: 사망 10명, 부상 22명 (32명)
  - 물적 피해: 400만원 (5층 창고 115.5평방미터 소실, 컴퓨터, 가전제품, 책상, 의자, 집기류 등의 소실)

## 같이 보기
- 경기여자기술학원 화재
- 1999년 인현동 화재
- 씨랜드 청소년수련원 화재